# Visby landskommun
Visby landskommun var en tidigare kommun i Gotlands län. Den bildades 1863 i Gotlands norra härad med namnet Visby norra landskommun. Efter att Visby södra landskommun upphört 1895 så namnändrade denna landskommun 15 februari 1901 till namnet Visby landskommun. Landskommunen upphörde 1 januari 1936
då den uppgick i Visby stad

## Administrativ historik
När 1862 års kommunalförordningar trädde i kraft bildades över hela landet cirka 2 400 landskommuner (indelningen baserades på socknarna) samt 89 städer och ett mindre antal köpingar.
Som ett undantag delades dock Visby socken på två kommuner, Visby södra landskommun och Visby norra landskommun. Visby södra landskommun hörde till Gotlands södra härad och Visby norra landskommun till Gotlands norra härad.
Enligt kungligt beslut den 2 februari 1894 beslutade man att dela upp Visby södra landskommun på de närliggande kommunerna, samt justera Visby norra landskommuns gränser på följande sätt:
- Holmen och fiskeriet Skälsö i Visby norra gick till Väskinde landskommun;
- Lägenheterna Nybergska betningen (Visby norra), Slottsåkra (Visby norra), en kalkugn (Visby norra) och Slottsbetningen (Visby södra) uppgick i Visby stad;
- Slutligen delades kungsladugården Visborg mellan Västerhejde landskommun och Visby stad.

Den kvarvarande delen av Visby norra landskommun behöll sitt namn fram till den 15 februari 1901, då enligt kungligt beslut Visby norra landskommuns namn ändrades till Visby landskommun.
Den upphörde år 1936, då den i sin helhet inkorporerades i Visby stad, med undantag för ett obebott område som uppgick i Endre landskommun. Området ingår sedan 1971 i Gotlands kommun.
Motsvarande församling, Visby landsförsamling, lades samtidigt samman med Visby stadsförsamling för att bilda Visby församling, numera Visby domkyrkoförsamling.

## Kommunvapen
Visby landskommun förde inte något vapen.